# 譚百德
泰比男爵諾曼·貝雷斯福德·泰比，CH，PC（英語：Norman Beresford Tebbit, Baron Tebbit，1931年3月29日—2025年7月7日）出生於英國英格蘭米德塞克斯郡Ponders End，是英國保守黨政治家和清福德前議員。
在布賴頓舉行1984年保守黨會議時，臨時愛爾蘭共和軍策劃一次爆炸案導致他和他妻子受傷，他的妻子傷勢較嚴重。
2010年2月16日，時值農曆大年初三，在薩福克郡的聖埃德蒙茲的伯里，一位開廣東餐館的鍾姓老闆Patrick Chung舉辦新年慶祝活動，譚百德因不滿寓所附近舞龍舞獅所發出的聲浪，於是狂奔100碼到街外，搶走表演者的鼓，又腳踢龍尾，使得舞龍尾的男童飽受驚嚇。當地的新年活動已有超過20年歷史，但最近才遷入該區的譚百德顯然不知道這個傳統。譚百德事後道歉，但強調是因為活動發出太大噪音才出手。